# 董軍
董 軍（とう ぐん、1961年 - ）は、中国人民解放軍の海軍上将、政治家。中国共産党第20回中央委員会委員。現職は中華人民共和国の国防部長。

## 経歴
1961年、山東省煙台市で生まれる。1978年に大連艦艇学院に入学し、卒業後は長期にわたり海軍機関に勤務していた。その後、中国人民解放軍海軍司令部軍事訓練部部長、北海艦隊副参謀長、海軍92269部隊司令員を歴任する。2012年7月、海軍少将。2013年、東海艦隊副司令員。2014年12月、海軍副参謀長に転任。2017年1月、南部戦区副司令員に昇格。2018年7月、海軍中将。2021年3月、海軍副司令員に任命。同年8月に司令員に昇格。2021年9月、海軍上将。2023年12月29日、中華人民共和国国防部部長に任命される。
2024年11月27日にはフィナンシャル・タイムズが、汚職をめぐる広い範囲の調査の一環で董軍が取り調べを受けていると報道。失脚も囁かれたが、中華人民共和国外交部の毛寧報道官は同日中の定例記者会見にてこの報道に対する質問を受けた際、噂話に過ぎないことを示唆。国防部の呉謙報道官は11月28日の記者会見で董軍が汚職容疑で調査されているとの報道を否定した。12月5日には国防部が同日に上海で開催された軍関係のシンポジウムに董軍が出席したと発表したが、健在をアピールする目的があったと捉えられている。